# Governo personale di Luigi XIV
Il Governo personale di Luigi XIV rappresentò il sesto esecutivo del Regno di Francia, in carica dal 9 marzo 1661 al 1º settembre 1715. Si formò in seguito alla morte del Cardinale Mazzarino, allora Primo ministro. Dopo la scomparsa del Cardinale, suo storico mentore, il re Luigi XIV decise di non nominare un nuovo capo del governo, assumendo personalmente tutte le responsabilità di governo. Come primo atto, il re fece arrestare, con accuse orchestrate, il potente Nicolas Fouquet, Sovrintendente alle finanze sotto Giulio Mazzarino, e lo sostituì con il suo vice, Jean-Baptiste Colbert.
Colbert avviò una serie di importanti riforme finanziarie, tra cui un grande sviluppo delle manifatture di arazzi, specchi e beni di lusso, trasformando la Francia nella maggiore esportatrice europea in questi settori. Durante il regno di Luigi XIV, la nobiltà di spada perse gran parte del suo potere politico e amministrativo, sostituita in gran parte dalla nobiltà di toga e dall'alta borghesia nei principali incarichi pubblici.
Dal punto di vista religioso, il governo adottò una politica ostile verso i non cattolici, revocando la libertà di culto con l'Editto di Fontainebleau nel 1685. Sul piano internazionale, il re cercò di consolidare l'immagine della Francia sia con la costruzione della magnifica Reggia di Versailles, sia attraverso una serie di guerre contro la Spagna, la Repubblica delle Sette Province Unite, l'Austria e l'Inghilterra. Tra queste, si ricordano la Guerra di devoluzione (1667-1668), la Guerra d'Olanda (1672-1678), la Guerra delle riunioni (1683-1684), la Guerra della Grande Alleanza (1688-1697) e la Guerra di successione spagnola (1700-1714). Tuttavia, queste campagne militari non produssero i risultati sperati e finirono per impoverire il paese.
Luigi XIV morì il 1º settembre 1715, dopo 72 anni di regno, il più lungo della storia. Gli succedette il pronipote, il giovane Luigi XV, di soli cinque anni, sotto la reggenza del nipote Filippo II d'Orléans.

## Composizione
| Presidenza                                                   | Presidenza | Presidenza                                                 | Presidenza                                | Presidenza | Presidenza |
| Segretariato                                                 | Titolare   | Titolare                                                   | Titolare                                  | Partito    |            |
| ------------------------------------------------------------ | ---------- | ---------------------------------------------------------- | ----------------------------------------- | ---------- | ---------- |
| Principale Ministro di Stato                                 |            | carica non assegnata (funzioni esercitate da Re Luigi XIV) |                                           |            |            |
| Ministri di Stato                                            |            |                                                            |                                           |            |            |
| Segretariato                                                 | Titolare   | Titolare                                                   | Titolare                                  | Partito    |            |
| Ministro di Stato per le province interne                    |            | Henri de Guénegaud                                         | fino al 1669                              |            |            |
| Ministro di Stato per le province interne                    |            | Jean-Baptiste Colbert                                      | dal 1669 al 6 settembre 1683              |            |            |
| Ministro di Stato per le province interne                    |            | François Michel Le Tellier de Louvois                      | dal 6 settembre 1683 al 16 luglio 1691    |            |            |
| Ministro di Stato per le province interne                    |            | Louis Phélypeaux de Pontchartain                           | dal 16 luglio 1691 al 1699                |            |            |
| Ministro di Stato per le province interne                    |            | Jérôme Phélypeaux                                          | dal 1699                                  |            |            |
| Ministro di Stato per le province di confine                 |            | Michel Le Tellier                                          | fino al 1666                              |            |            |
| Ministro di Stato per le province di confine                 |            | François Michel Le Tellier de Louvois                      | dal 1666 al 16 luglio 1691                |            |            |
| Ministro di Stato per le province di confine                 |            | Louis François Marie Le Tellier de Barbazieux              | dal 16 luglio 1691 al 5 gennaio 1701      |            |            |
| Ministro di Stato per le province di confine                 |            | Michel Chamillart                                          | dal 5 gennaio 1701 al 9 giugno 1709       |            |            |
| Ministro di Stato per le province di confine                 |            | Daniel Voysin de La Noiraye                                | dal 9 giugno 1709                         |            |            |
| Ministro di Stato per le colonie                             |            | Hugues de Lionne                                           | fino al 7 marzo 1669                      |            |            |
| Ministro di Stato per le colonie                             |            | Jean-Baptiste Colbert                                      | dal 7 marzo 1669 al 6 settembre 1683      |            |            |
| Ministro di Stato per le colonie                             |            | Jean-Baptiste Colbert de Seignelay                         | dal 6 settembre 1683 al 3 novembre 1690   |            |            |
| Ministro di Stato per le colonie                             |            | Louis Phélypeaux de Pontchartain                           | dal 3 novembre 1690 al 6 settembre 1699   |            |            |
| Ministro di Stato per le colonie                             |            | Jérôme Phélypeaux                                          | dal 6 settembre 1699                      |            |            |
| Ministri                                                     |            |                                                            |                                           |            |            |
| Segretariato                                                 | Titolare   | Titolare                                                   | Titolare                                  | Partito    |            |
| Cancelliere Guardasigilli                                    |            | Pierre Séguier                                             | fino al 28 gennaio 1672                   |            |            |
| Cancelliere Guardasigilli                                    |            | Étienne II d'Aligre                                        | dal 28 gennaio 1672 al 28 ottobre 1677    |            |            |
| Cancelliere Guardasigilli                                    |            | Michel Le Tellier                                          | dal 28 ottobre 1677 al 30 ottobre 1685    |            |            |
| Cancelliere Guardasigilli                                    |            | Louis Boucherat                                            | dal 30 ottobre 1685 al 2 settembre 1699   |            |            |
| Cancelliere Guardasigilli                                    |            | Louis Phélypeaux de Pontchartain                           | dal 2 settembre 1699                      |            |            |
| Segretario di stato per gli affari esteri                    |            | Hugues de Lionne                                           | fino al 1 settembre 1671                  |            |            |
| Segretario di stato per gli affari esteri                    |            | Simon Arnauld de Pomponne                                  | dal 1 settembre 1671 al 18 novembre 1679  |            |            |
| Segretario di stato per gli affari esteri                    |            | Charles Colbert de Croissy                                 | dal 18 novembre 1679 al 26 luglio 1696    |            |            |
| Segretario di stato per gli affari esteri                    |            | Jean-Baptiste Colbert de Torcy                             | dal 26 luglio 1696                        |            |            |
| Segretario di stato per la guerra                            |            | Michel Le Tellier                                          | fino al 1666                              |            |            |
| Segretario di stato per la guerra                            |            | François Michel Le Tellier de Louvois                      | dal 1666 al 16 luglio 1691                |            |            |
| Segretario di stato per la guerra                            |            | Louis François Marie Le Tellier de Barbazieux              | dal 16 luglio 1691 al 5 gennaio 1701      |            |            |
| Segretario di stato per la guerra                            |            | Michel Chamillart                                          | dal 5 gennaio 1701 al 9 giugno 1709       |            |            |
| Segretario di stato per la guerra                            |            | Daniel Voysin de La Noiraye                                | dal 9 giugno 1709                         |            |            |
| Segretario di stato per la marina                            |            | Hugues de Lionne                                           | fino al 7 marzo 1669                      |            |            |
| Segretario di stato per la marina                            |            | Jean-Baptiste Colbert                                      | dal 7 marzo 1669 al 6 settembre 1683      |            |            |
| Segretario di stato per la marina                            |            | Jean-Baptiste Colbert de Seignelay                         | dal 6 settembre 1683 al 3 novembre 1690   |            |            |
| Segretario di stato per la marina                            |            | Louis Phélypeaux de Pontchartain                           | dal 3 novembre 1690 al 6 settembre 1699   |            |            |
| Segretario di stato per la marina                            |            | Jérôme Phélypeaux                                          | dal 6 settembre 1699                      |            |            |
| Controllore generale delle finanze                           |            | Louis Le Tonnelier de Breteuil                             | fino al 12 dicembre 1665                  |            |            |
| Controllore generale delle finanze                           |            | Jean-Baptiste Colbert                                      | dal 12 dicembre 1665 al 6 settembre 1683  |            |            |
| Controllore generale delle finanze                           |            | Claude Le Peletier                                         | dal 6 settembre 1683 al 20 settembre 1689 |            |            |
| Controllore generale delle finanze                           |            | Louis Phélypeaux de Pontchartain                           | dal 20 settembre 1689 al 5 settembre 1699 |            |            |
| Controllore generale delle finanze                           |            | Michel Chamillart                                          | dal 5 settembre 1699 al 20 febbraio 1708  |            |            |
| Controllore generale delle finanze                           |            | Nicolas Desmarets                                          | dal 20 febbraio 1708                      |            |            |
| Ministri senza portafoglio                                   |            |                                                            |                                           |            |            |
| Segretariato                                                 | Titolare   | Titolare                                                   | Titolare                                  | Partito    |            |
| Segretario di stato della Maison du Roi                      |            | Henri de Guénegaud                                         | fino al 1669                              |            |            |
| Segretario di stato della Maison du Roi                      |            | Jean-Baptiste Colbert                                      | dal 1669 al 6 settembre 1683              |            |            |
| Segretario di stato della Maison du Roi                      |            | François Michel Le Tellier de Louvois                      | dal 6 settembre 1683 al 16 luglio 1691    |            |            |
| Segretario di stato della Maison du Roi                      |            | Louis Phélypeaux de Pontchartain                           | dal 16 luglio 1691 al 1699                |            |            |
| Segretario di stato della Maison du Roi                      |            | Jérôme Phélypeaux                                          | dal 1699                                  |            |            |
| Segretario di stato per gli affari della Religione Riformata |            | Louis Raymond Phélypeaux de La Vrillière                   | fino al 5 maggio 1681                     |            |            |
| Segretario di stato per gli affari della Religione Riformata |            | Balthazar Phélypeaux                                       | dal 5 maggio 1681 al 27 aprile 1700       |            |            |
| Segretario di stato per gli affari della Religione Riformata |            | Louis Phélypeaux de La Vrillière                           | dal 27 aprile 1700                        |            |            |